# Holiday Park

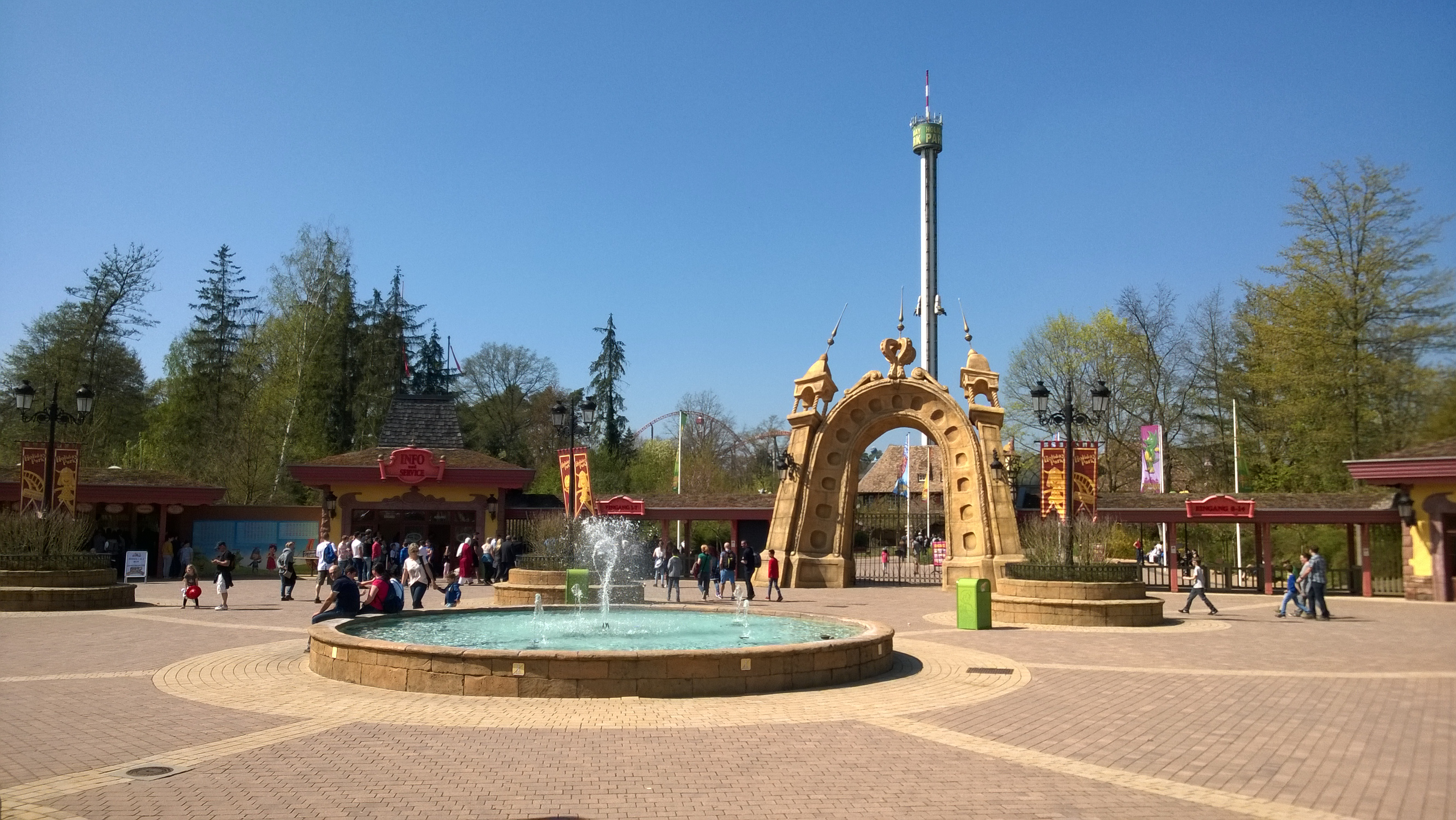
Holiday Park de dia

Holiday Park es un parque de atracciones alemán, ubicado en la ciudad de Haßloch, del estado federado de Renania-Palatinado. En el año 2006, el parque recibió 1,1 millones de visitantes.
En 1970, la familia Schneider compra el terreno sobre el que se encontraba un pequeño parque, el Pfälzer Märchenparks. Dicha superficie no llegaba a una hectárea, siendo de 7.000 metros cuadrados. No recibió el nombre de Holiday Park hasta 1973. En 1979 se inaugura su primera montaña rusa: SuperWirbel, siendo uno de los primeros en contar con este tipo de atracción. En 2001 se inauguró la montaña rusa Expedition GeForce.
También cuenta con atracciones acuáticas como Donner Fluss y Teufels Fässer.
La mascota del parque es un loro que se llama Holy.